# Diecezja wigierska
Diecezja wigierska – diecezja kościoła rzymskokatolickiego, istniejąca w latach 1799–1818, z siedzibą w Wigrach. W listopadzie 2014 przywrócona jako biskupstwo tytularne.

## Historia

### Utworzenie diecezji
Po III rozbiorze Polski w Królestwie Prus w prowincji Prusy Nowowschodnie znalazła się m.in. część przedrozbiorowej diecezji diecezji wileńskiej, diecezji łuckiej i diecezji żmudzkiej. 9 sierpnia 1796 rząd pruski postanowił, że granice biskupstw na włączonych ziemiach powinny pokrywać się z granicami państwowymi, 1 września 1796 zdecydował o powołaniu nowej diecezji, zaś 24 grudnia 1796 zdecydował o umieszczeniu stolicy diecezji w klasztorze kamedulskim w Wigrach. Tymczasową jurysdykcję kościelną nad tym obszarem sprawował biskup płocki Krzysztof Hilary Szembek, a po jego śmierci następca Onufry Kajetan Szembek.
Po nawiązaniu kontaktu ze Stolicą Apostolską zleciła ona biskupowi Krzysztofowi Hilaremu Szembekowi przeprowadzenie procesu informacyjnego w sprawie erygowania nowej diecezji. Diecezja wigierska została ostatecznie utworzona na mocy bulli Saepe factum est papieża Piusa VI z 16 marca 1799. Na życzenie władz pruskich diecezja wigierska nie została podporządkowana metropolii gnieźnieńskiej, lecz podlegała bezpośrednio Stolicy Apostolskiej.
W skład diecezji weszło:
- 90 parafii z diecezji wileńskiej (dekanaty: Augustów, Białystok, Knyszyn, Olwita, Preny, Simno, Sokółka, Wigry)[4]
- 44 parafie z diecezji łuckiej (dekanaty: Bielsk Podlaski, Brańsk, Drohiczyn, Tykocin)[4]
- 15 parafii z diecezji żmudzkiej (dekanaty: Sapieżyszki, Wierzbołowo)[4]

Łącznie w 149 parafiach było ponad 292 tys. spowiadających się wiernych (czyli bez dzieci do około 12. roku życia). W granicach diecezji znajdowało się też 14 klasztorów męskich i 3 żeńskie.

### Diecezja w czasach bp. Karpowicza
Pierwszym biskupem wigierskim został Michał Franciszek Karpowicz. Został on wskazany przez władze pruskie na funkcję biskupa wigierskiego już 22 grudnia 1797, zaś prekonizacja miała miejsce 5 kwietnia 1799. Sakrę biskupią przyjął 30 marca 1800 w kościele św. Krzyża w Warszawie z rąk bp. Jana Chrzciciela Albertrandi. Na mocy dyspensy papieskiej Albertrandiemu asystowali duchowni niebędący członkami episkopatu: Tomasz Ostaszewski oraz Adam Michał Prażmowski.
W dniach 9–11 lipca 1800 Karpowicz przejął erem w Wigrach od kamedułów, którzy musieli opuścić go zgodnie z wolą rządu pruskiego i udali się do klasztoru kamedułów na Bielanach w dzisiejszej Warszawie. Z rozległych dóbr zakonnych nowemu biskupowi pozostawiono niewiele ponad 4 włóki ziemi. Bp Karpowicz zachował jednak probostwo w Grażyszkach, skąd prowadził korespondencję biskupią.
Rezydencja biskupia została umieszczona w budynku nazywanym dziś Domem Królewskim, przylegającym do południowo-zachodniego narożnika tarasu górnego. Przebudowano także wnętrze kościoła pokamedulskiego, podniesionego do rangi katedry. W celu powiększenia prezbiterium ołtarz główny został przesunięty ku ścianie wschodniej, zaś dawny chór zakonny zlikwidowano. W zamian wybudowano chór muzyczny, występujący na nawę, przy ścianie elewacji frontowej.
Na terenie diecezji istniało seminarium duchowne w Tykocinie, którego pięciu alumnom bp Karpowicz udzielił święceń w latach 1801–1803. W samych Wigrach seminarium nie zaistniało, aczkolwiek niektórzy alumni z Tykocina kilka ostatnich miesięcy przed święceniami spędzali w Wigrach, gdzie mogli odbywać studia końcowe.
We wrześniu 1803 Karpowicz przedłożył do zatwierdzenia statuty kapituły, opracowane w oparciu o statuty diecezji warmińskiej. W tym samym czasie ustanowił też dwa konsystorze generalne i oficjalaty:
- podlaski w Waniewie – dekanaty: Białystok, Bielsk, Brańsk, Drohiczyn, Knyszyn, Sokółka i Tykocin pod zarządem wikariusza in spiritualibus i oficjała generalnego ks. Jana Klemensa Gołaszewskiego[11]
- litewski w Wyłkowyszkach – dekanaty: Augustów, Olwita, Preny, Sapieżyszki, Simno, Wierzbołówka i Wigry pod zarządem wikariusza i oficjała generalnego ks. Baltazara Paszkiewicza[10]

Do współpracowników biskupa należeli też m.in. sekretarz Polikarp Augustyn Marciejewski i ks. Wacław Kunicki.
Biskup Michał Karpowicz zmarł 5 listopada 1803 w Berżnikach, zaś jego ciało zabalsamowano i złożono w Wigrach w kryptach pod dawnym kapitularzem kamedułów. Po śmierci Karpowicza obowiązki administratora diecezji przejął Jan Klemens Gołaszewski oraz Baltazar Paszkiewicz.

### Diecezja w czasach bp. Gołaszewskiego
Na wakujące stanowisko biskupa wigierskiego władze pruskie brały pod uwagę kandydatów, takich jak Ignacy Matthy, Józef Miaskowski i Jan Klemens Gołaszewski. 4 kwietnia 1804 król pruski Fryderyk Wilhelm III zaakceptował kandydaturę Gołaszewskiego. Władze pruskie doceniały jego wykształcenie teologiczne i ogólne, prawość, dobroczynność i sympatię wśród wiernych, spodziewając się, że będzie lojalny wobec władz państwowych. W grudniu 1805 zlecono sufraganowi warszawskiemu Albertrandiemu opracowanie wniosku o wszczęcie procesu kanonicznego potwierdzającego kandydaturę ks. Gołaszewskiego do przyjęcia święceń biskupich. Aby przyspieszyć objęcie sakry przez Gołaszewskiego, władze pruskie pokryły opłaty wymagane przez Stolicę Apostolską w kwocie 600 skudów. Prekonizacja biskupa miała miejsce na tajnym konsystorzu Stolicy Apostolskiej 26 czerwca 1805.
Kolejne opłaty na rzecz Stolicy Apostolskiej wiązały się w wystawieniem przez nią brewe dotyczącego konsekracji oraz bulli nominacyjnej. Ks. Gołaszewski nie był w stanie jej pokryć, ponieważ rząd pruski nie zgodził się, by otrzymał pensję z góry i pokrył z niej opłaty. Nierozwiązane sprawy finansowe, napięcia między Prusami a Stolicą Apostolską (m.in. plany podziału lub likwidacji diecezji warszawskiej), a także niepewna sytuacja polityczna sprawiły, że za panowania pruskiego Gołaszewski nie został konsekrowany na biskupa
W 1807 po pokoju tylżyckim większość diecezji znalazła się w Księstwie Warszawskim. Z diecezji wydzielone zostały ziemie obwodu białostockiego, przyłączonego do Rosji, obejmujące w całości lub częściowo dekanaty: Białystok, Bielsk, Brańsk, Drohiczyn, Knyszyn i Sokółka (53 parafie, 6 filii i 5 klasztorów). Liczba wiernych diecezji zmniejszyła się o ponad 130 tys. Nowe granice przetrwały do końca istnienia diecezji.
5 marca 1809 Jan Klemens Gołaszewski otrzymał sakrę biskupią w katedrze św. Jana Chrzciciela w Warszawie z rąk metropolity gnieźnieńskiego Ignacego Raczyńskiego, któremu asystowali ordynariusz smoleński i administrator diecezji poznańskiej Tymoteusz Gorzeński oraz  biskup tytularny Cinny Antonin Malinowski.
Po kongresie wiedeńskim w 1815 diecezja znalazła się w granicach Królestwa Kongresowego. Diecezja wigierska została zlikwidowana w 1818, a na jej miejsce papież Pius VII powołał bullą Ex imposita Nobis z 30 czerwca 1818 diecezję augustowską (sejneńską), pokrywającą się z granicami województwa augustowskiego, w skład której weszły ziemie dawnej diecezji wigierskiej (89 parafii) oraz 3 dekanaty z diecezji płockiej (Łomża, Wąsosz i Wizna, liczące 31 parafii).

## Stolica tytularna
Decyzją papieża Franciszka z 13 grudnia 2014 historyczna stolica biskupia w Wigrach stała się stolicą tytularną. W tym samym dniu papież Franciszek ustanowił biskupem wigierskim Marka Szkudłę.

## Biskupi ordynariusze
- Michał Franciszek Karpowicz (1799–1803)
- Jan Klemens Gołaszewski (1805–1818)

## Biskupi tytularni
- Marek Szkudło – biskup pomocniczy katowicki (od 2014)